# Старе Можиці
Старе Можиці (пол. Stare Morzyce) — село в Польщі, у гміні Баб'як Кольського повіту Великопольського воєводства.
Населення — 129 осіб (2011).
У 1975-1998 роках село належало до Конінського воєводства.

## Демографія
Демографічна структура станом на 31 березня 2011 року:
|          | Загалом | Допрацездатний вік | Працездатний вік | Постпрацездатний вік |
| -------- | ------- | ------------------ | ---------------- | -------------------- |
| Чоловіки | 71      | 20                 | 42               | 9                    |
| Жінки    | 58      | 12                 | 31               | 15                   |
| Разом    | 129     | 32                 | 73               | 24                   |